# Виндж, Джоан
Джоан Д. Виндж (англ. Joan D. Vinge; род. 1948) — американская писательница-фантаст.

## Биография
Джоан Кэрол Деннисон (англ. Joan Carol Dennison) родилась 2 апреля 1948 года в Балтиморе, Мэриленд (мать Джоан была происходила из индейского племени эри). Училась в Калифорнийском университете в Сан-Диего, получила степень бакалавра антропологии. В 1971 году принимала участие в экспедиции по подъёму затонувшего корабля. Через год (1972 год) Джоан вышла замуж за известного математика и писателя-фантаста Вернора Винджа, с которым познакомилась ещё в университете.
Некоторое время Джоан Виндж работала археологом, а с 1974 года начала заниматься писательской деятельностью профессионально. Первая публикация — рассказ «Оловянный солдатик» (1974 год), был опубликована в сборнике «Orbit-14». В 1979 году Джоан Виндж развелась с Вернором. Её вторым мужем стал редактор Джеймс Френкель (James Frenkel). Долгое время Джоан, Джеймс и их двое детей проживали в Мэдисоне, штат Висконсин.
Произведения Джоан Виндж публиковались в журналах «Analog», «Millennial Women», «Asimov’s Science Fiction», «Omni Magazine», и различных антологиях «Лучшее за год».
Сейчас проживает в Чапаккуа (штат Нью-Йорк).

### Рассказы и повести
- «Оловянный солдатик» (Tin Soldier), 1974 год;
- «Мать и дитя» (Mother and Child), 1975 год;
- «Хрустальный корабль» (The Crystal Ship), 1976 год;
- «Янтарные глаза» (Eyes of Amber)[1], 1977 год — лауреат премии «Хьюго» в 1978 году. В 1979 году был опубликован одноимённый сборник, включающий в себя 6 рассказов.
- «Огненный корабль»/«Брандер» (Fireship), 1978 год[2] — номинант премии «Хьюго» 1979 года;
- «Псирен» (Psiren), 1981 год — повесть-новелла по роману «Псион».
- «Пепел феникса» (Phoenix in the Ashes), 1984 год. Через год вышел одноимённый сборник из 6 рассказов.

### Хроники Рая
В сборник «Хроники Рая» (Heaven Chronicles), опубликованном в 1991 году, вошли:
- роман «Парии Небесного пояса» (The Outcasts of Heaven Belt), 1978 год — действие происходит в поясе астероидов, где «дефеминизированные» земные колонии противостоят «маскулинизированным».
- повесть «Наследие» (Legacy), 1980 год.

### Снежная королева
Всего в цикле «Снежная королева» (The Snow Queen Cycle) вышло 4 романа:
- «Снежная королева» (The Snow Queen), 1980 год[3] — переложение на «НФ-язык» знаменитой сказки Х. К. Андерсена. Известно, что российские критики, знакомые с классикой европейской литературы, приняли этот роман неоднозначно[4][5], тогда как на западе роман стал лауреатом премий «Локус» и «Хьюго» 1981 года.
- «Конец света» (World’s End), 1984 год;
- «Королева лета» (The Summer Queen), 1991 год — номинант премии «Хьюго» 1992 года;
- «Tangled Up In Blue» (2000 год.

### Кот
Детская книжная серия «Кот» (Cat) о юноше, которых пытается противостоять жерновам системы. Романы «Псион» и «Кошачья лапка» в 1988 выходили в одном томе «Чужая кровь» (Alien Blood).
- «Псион» (Psion), 1982 год[6] — Американской библиотечной ассоциацией этот роман был назван лучшей книгой года.
- «Кошачья лапка» (Catspaw), 1988 год — в России также известен, как роман «Пешка»[7].
- «Возвращение к реальности» (Dreamfall), 1996 год. В России была издана как «Водопад грёз»[8].

В 1995 году, Джоан Виндж так вспоминала о своём первом романе Псион (как первом романе серии, так и первом задуманном романе вообще):

Это — первый роман в серии, посвящённой герою по имени Кот. Это также самая первая моя книга. Я приступила к «Псиону» в возрасте семнадцати лет; примерно столько же лет и Коту в начале романа. Я лежала ночами, пытаясь перекроить бессонницу в создание историй, пока не засыпала, — эта привычка восходит ко времени моей ранней юности. Однажды новый персонаж возник в моей личной виртуальной реальности и начал рассказывать мне о себе, и у меня не было иного выбора, как только слушать его. Я знала, что некоторым писателям таким образом являются их будущие герои, но со мной это произошло первый и единственный раз. На следующий день я начала записывать его рассказ…
Но я никогда не бросала свою первую книгу. Я работала над ней пять лет, включая исправления, и начинала её вновь и вновь, пока роман не был завершён. Я не знала, чем эта книга отличается от всех моих прочих незрелых начинаний…
В течение многих лет я до конца не могла понять, что же в этом герое побуждает меня писать о нем. В связи с этим я часто высказывала мнение, что он, видимо, принадлежит к герою-архетипу и поэтому всерьёз завладел моим воображением. Лишь около трёх лет назад на эту загадку пролился свет — в одном радиоинтервью я высказала догадку о том, что «Кот — это персонифицированное выражение моего социального сознания».

### Новеллизации
Джоан Виндж известна также новеллизациями множества сценариев кинофантастики:
- «Возвращение Джедая» (Return of the Jedi Storybook), 1983 год — новеллизация к фильму «Звёздные войны. Эпизод VI. Возвращение джедая».
- «Тарзан, повелитель обезьян» (Tarzan, King of the Apes), 1983 год — литературная стилизация под Э. Р. Берроуза.
- «Дюна» (The Dune Storybook), 1984 год — новеллизация к фильму «Дюна».
- «Леди-ястреб» (Ladyhawke), 1985 год — новеллизация к фильму «Леди-ястреб».
- «Возвращение в страну Оз» (Return To Oz), 1985 год — новеллизация к фильму «Возвращение в страну Оз».
- «Безумный Макс: Под куполом грома» (Mad Max Beyond Thunderdome: Road Warrior II), 1985 год — новеллизация к фильму «Безумный Макс 3: Под куполом грома».
- «Уиллоу» (Willow), 1988 год — новеллизация к фильму «Уиллоу».
- «Lost In Space», 1998 год — новеллизация к одноимённому сериалу.

## Награды
- 1978 год — Премия «Хьюго», в номинации Короткая повесть (Best Novellette) за «Янтарные глаза» (1977 год).
- 1981 год — Премия «Локус», в номинации Роман (Novel) за «Снежная королева» (1980 год).
- 1981 год — Премия «Хьюго», в номинации Роман (Novel) за «Снежная королева» (1980 год).